# آرون گیلسپی
آرون گیلسپی (انگلیسی: Aaron Gillespie؛ زادهٔ ۱۸ ژوئیهٔ ۱۹۸۳) یک موسیقی‌دان اهل ایالات متحده آمریکا است.